# BB&T Atlanta Open 2019
BB&T Atlanta Open 2019, oficiálně BB&T ATLANTA OPEN presented by FIRST DATA 2019, byl tenisový turnaj pořádaný jako součást mužského okruhu ATP Tour, který se odehrával na otevřených dvorcích s tvrdým povrchem Sport Master v Atlantic Station. Probíhal mezi 22. až 28. červencem 2019 v americké Atlantě jako třicátý druhý ročník turnaje.
Událost představovala otevírací akci mužské části US Open Series 2019. Turnaj s rozpočtem 777 385 dolarů patřil do kategorie ATP Tour 250. Nejvýše nasazeným hráčem ve dvouhře se stal patnáctý tenista světa a pětinásobný šampion John Isner ze Spojených států, kterého ve druhém kole vyřadil krajan Reilly Opelka. Jako poslední přímý účastník do hlavní singlové soutěže nastoupil 103. hráč žebříčku Australan Alexei Popyrin.
Druhý singlový titul na okruhu ATP Tour vybojoval Australan Alex de Minaur, ve dvaceti letech jako nejmladší šampion. Od zavedení statistik ATP v roce 1993 se stal třetím tenistou, jenž na turnaji túry ATP nečelil ani jednomu brejkbolu. Deblovou soutěž ovládl britsko-americký pár Dominic Inglot a Austin Krajicek, jehož členové vyhráli druhou společnou trofej.

## Rozdělení bodů a finančních odměn

### Rozdělení bodů
| Soutěž  | vítězové | finalisté | semifinalisté | čtvrtfinalisté | 16 v kole | 32 v kole | Q  | Q2 | Q1 |
| ------- | -------- | --------- | ------------- | -------------- | --------- | --------- | -- | -- | -- |
| dvouhra | 250      | 150       | 90            | 45             | 20        | 0         | 12 | 6  | 0  |
| čtyřhra | 250      | 150       | 90            | 45             | 0         | —         | —  | —  | —  |

### Finanční odměny
| dvouhra                             | 119 800 $ | 64 780 $ | 35 780 $ | 20 330 $ | 11 690 $ | 7 000 $ | 3 390 $ | 1 695 $ |
| čtyřhra                             | 39 300 $  | 20 140 $ | 10 920 $ | 6 240 $  | 3 360 $  | —       | —       | —       |
| částka ve čtyřhře je uvedena na pár |           |          |          |          |          |         |         |         |

## Mužská dvouhra

### Nasazení
| Stát                             | Hráč                  | ATP | Nasazení |
| -------------------------------- | --------------------- | --- | -------- |
| USA                              | John Isner            | 15. | 1.       |
| USA                              | Taylor Fritz          | 30. | 2.       |
| Austrálie                        | Alex de Minaur        | 33. | 3.       |
| Francie                          | Pierre-Hugues Herbert | 38. | 4.       |
| USA                              | Frances Tiafoe        | 41. | 5.       |
| Moldavsko                        | Radu Albot            | 42. | 6.       |
| Austrálie                        | Jordan Thompson       | 43. | 7.       |
| Francie                          | Ugo Humbert           | 48. | 8.       |
| Žebříček ATP k 15. červenci 2019 |                       |     |          |

### Jiné formy účasti
Následující hráči obdrželi divokou kartu do hlavní soutěže:
- Grigor Dimitrov[6]
- Cole Gromley
- Jack Sock

Následující hráči postoupili z kvalifikace:
- Jason Jung
- Kevin King
- Kwon Sun-u
- Kamil Majchrzak

### Odhlášení
před zahájením turnaje
- Félix Auger-Aliassime → nahradil jej  Alexandr Bublik
- Hubert Hurkacz → nahradil jej  Prajnéš Gunneswaran
- John Millman → nahradil jej  Bradley Klahn
- Diego Schwartzman → nahradil jej  Bernard Tomic

### Skrečování
- Bernard Tomic (poranění ruky)[1]

## Mužská čtyřhra

### Nasazení
| Stát                                                                        | Hráč              | Stát        | Hráč            | ATP  | Nasazení |
| --------------------------------------------------------------------------- | ----------------- | ----------- | --------------- | ---- | -------- |
| USA                                                                         | Bob Bryan         | USA         | Mike Bryan      | 35.  | 1.       |
| Spojené království                                                          | Dominic Inglot    | USA         | Austin Krajicek | 81.  | 2.       |
| Mexiko                                                                      | Santiago González | Pákistán    | Ajsám Kúreší    | 106. | 3.       |
| Moldavsko                                                                   | Radu Albot        | Nový Zéland | Artem Sitak     | 111. | 4.       |
| Žebříček ATP k 15. červenci 2019; číslo je součtem umístění obou členů páru |                   |             |                 |      |          |

### Jiné formy účasti
Následující páry obdržely divokou kartu do hlavní soutěže:
- Christopher Eubanks /  Donald Young
- Nick Kyrgios /  Tommy Paul

## Přehled finále

### Mužská dvouhra
- Alex de Minaur vs.  Taylor Fritz, 6–3, 7–6(7–2)

### Mužská čtyřhra
- Dominic Inglot /  Austin Krajicek vs.  Bob Bryan /  Mike Bryan, 6–4, 6–7(5–7), [11–9]